# Тирва
Ти́рва (ест. Tõrva, нім. Törwa укр. Тирва — смола) — місто у маардсі Валґамаа Естонії.

## Географія
Місто розташоване на березі річки Ихне. Неподалік від міста Тирва знаходиться Хелмеський орденський замок.
У роки холодної війни тут знаходилася авіабаза Тирва.

## Світлини

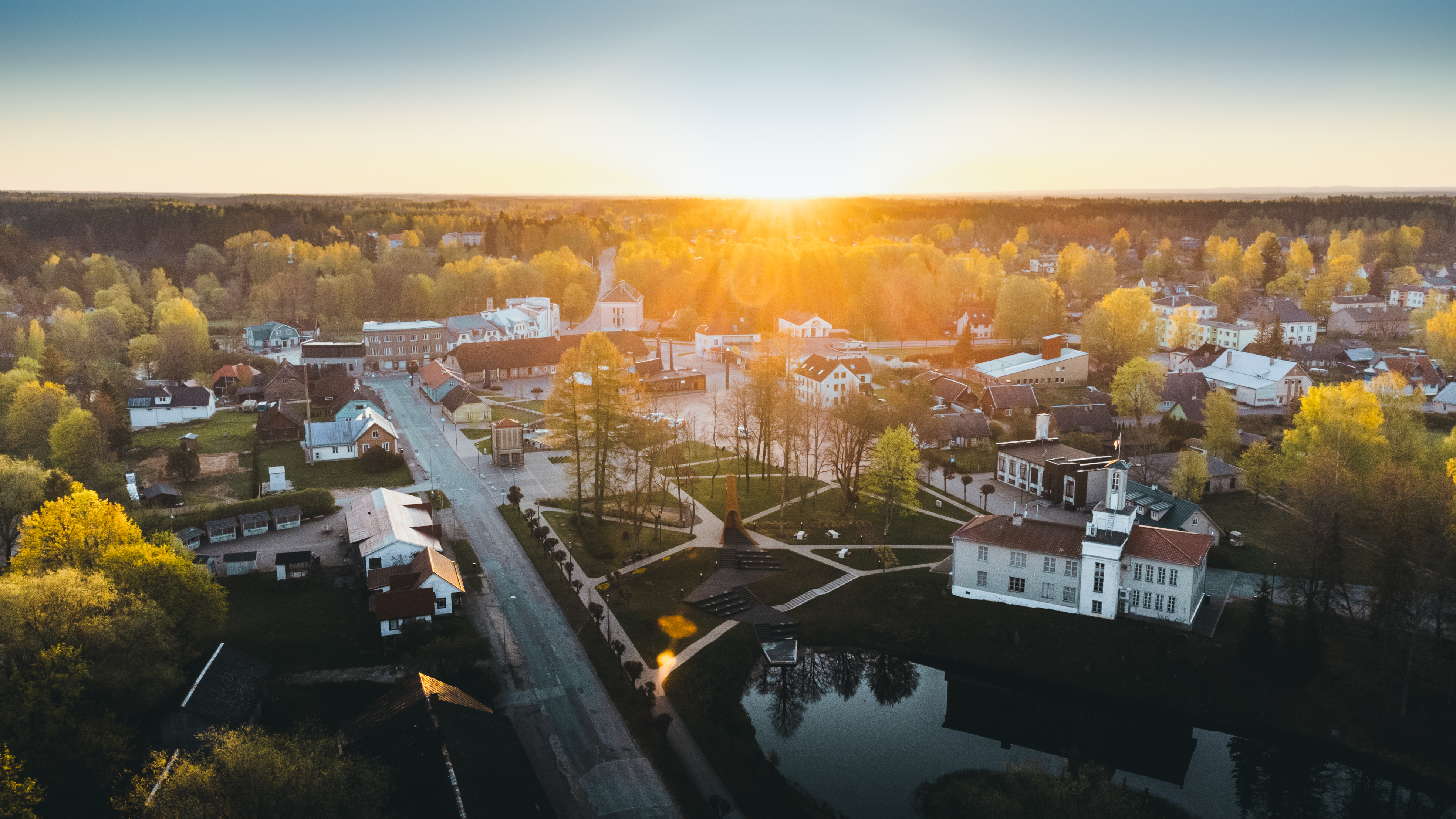
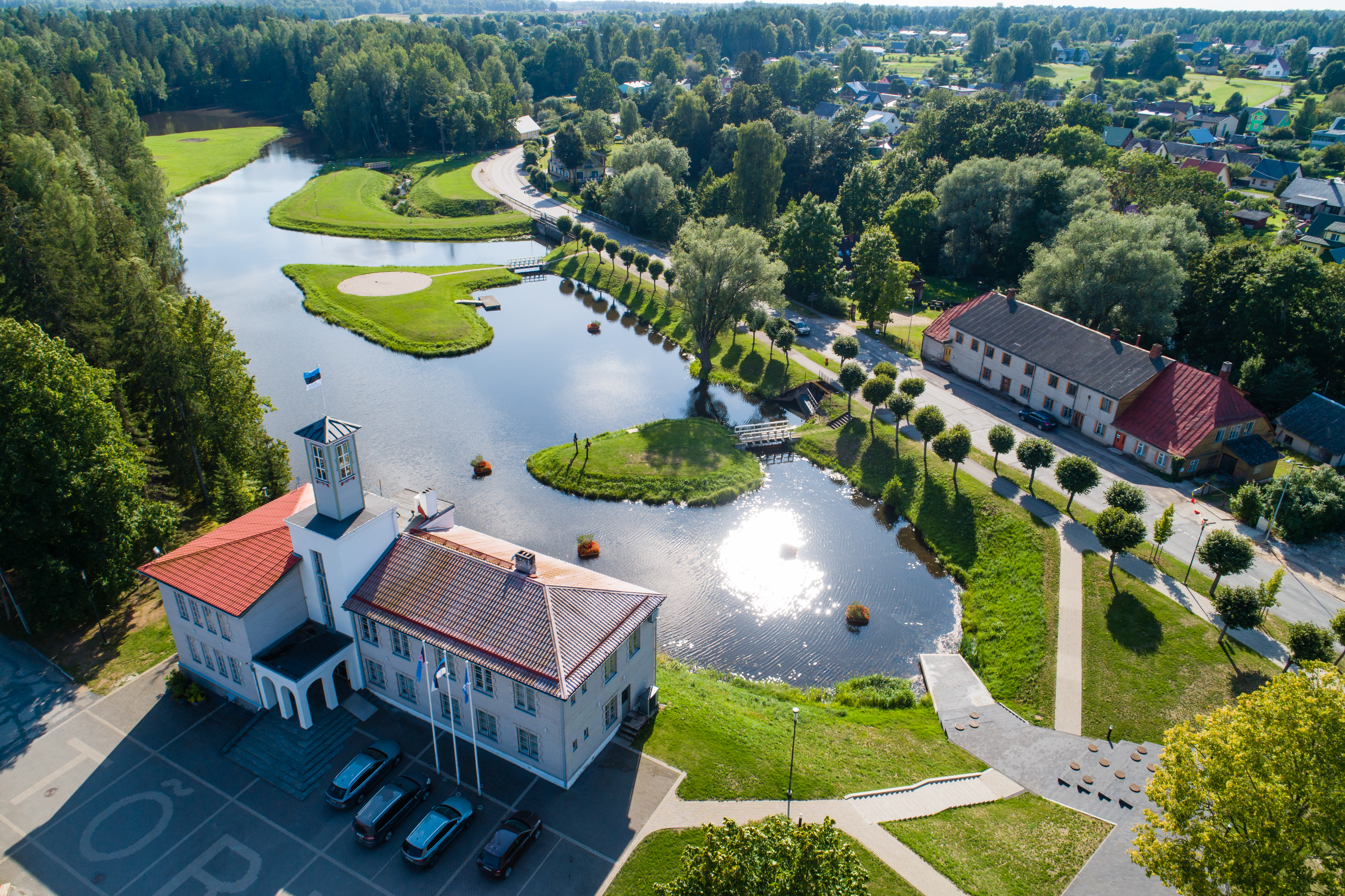
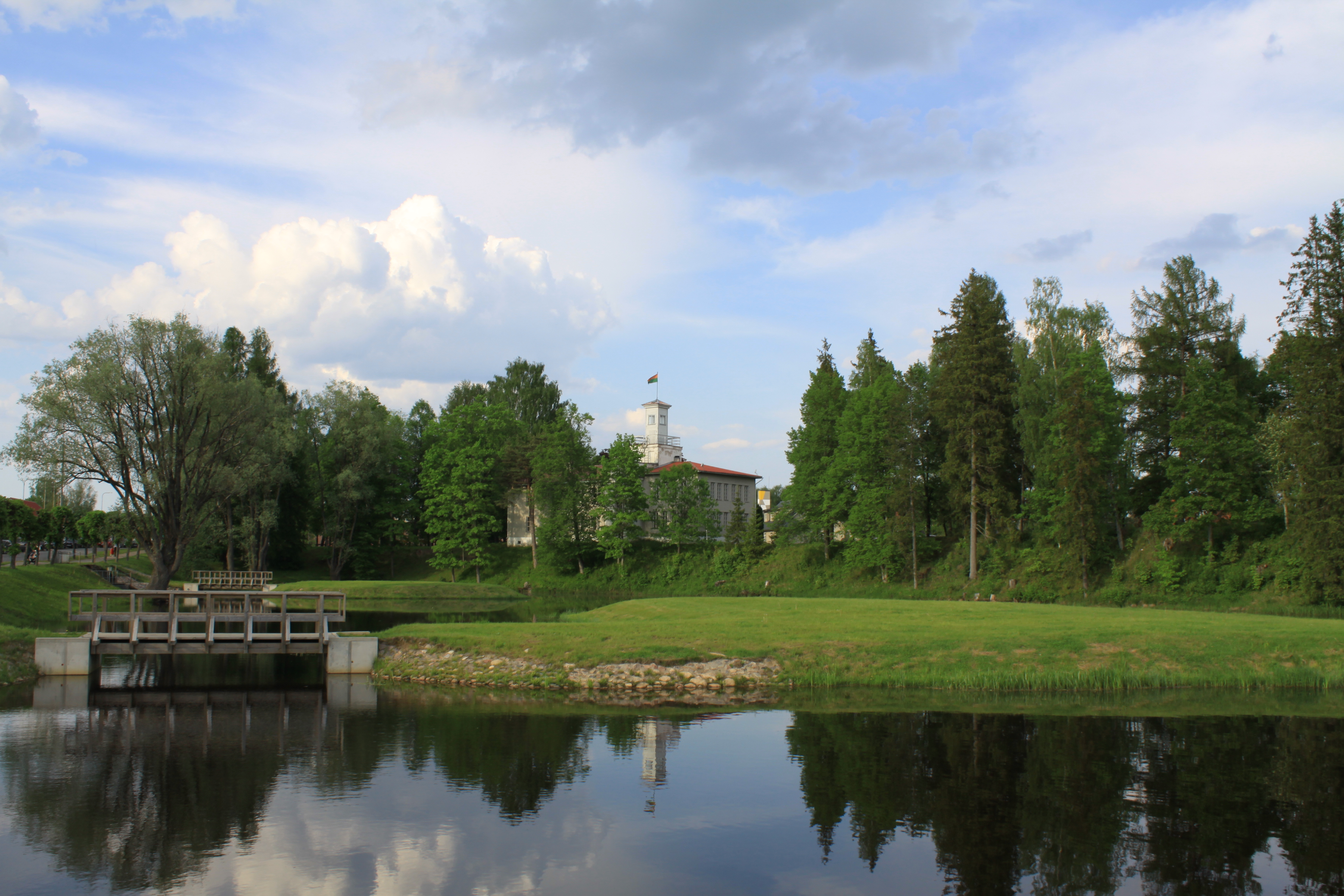
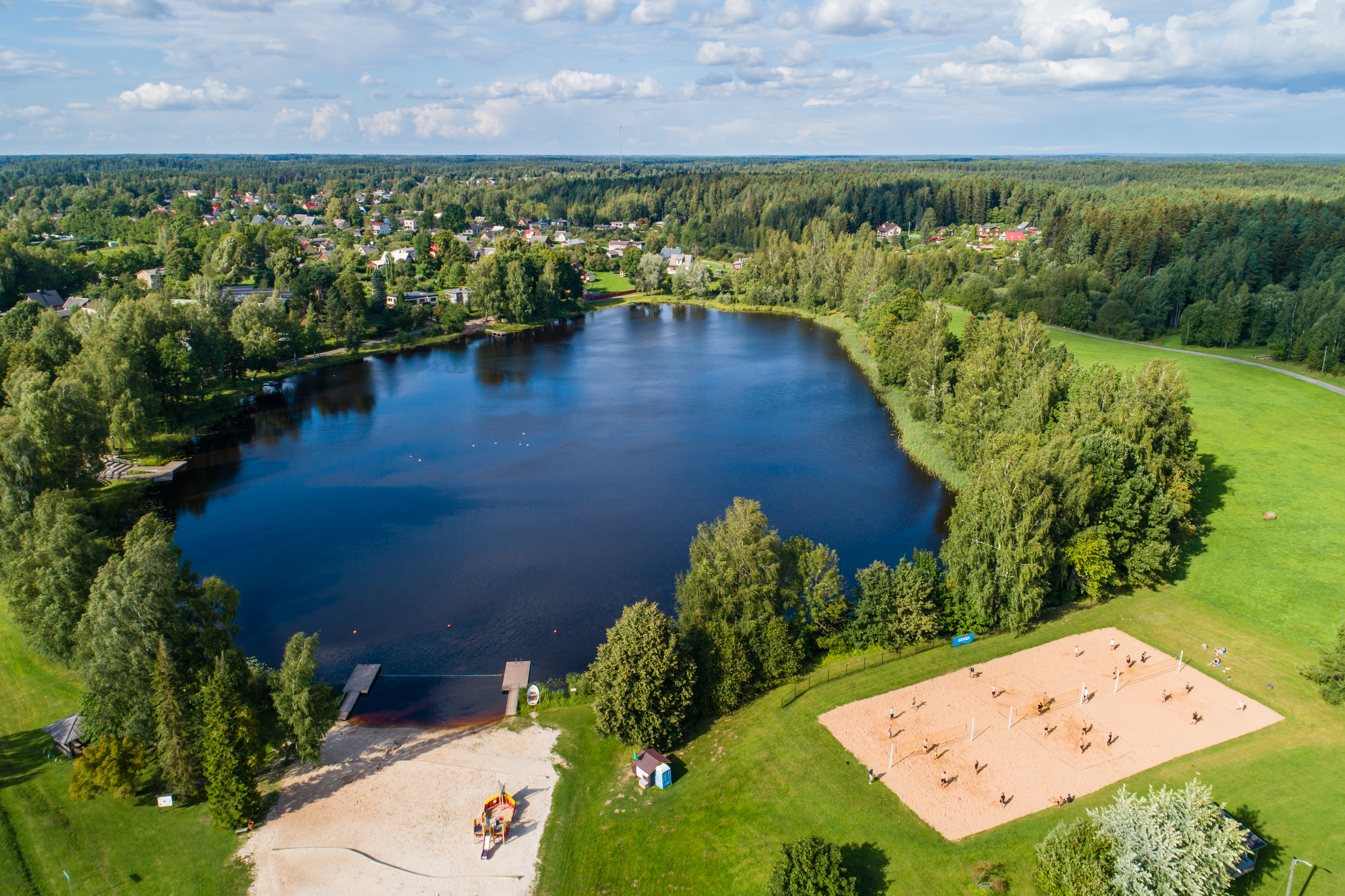
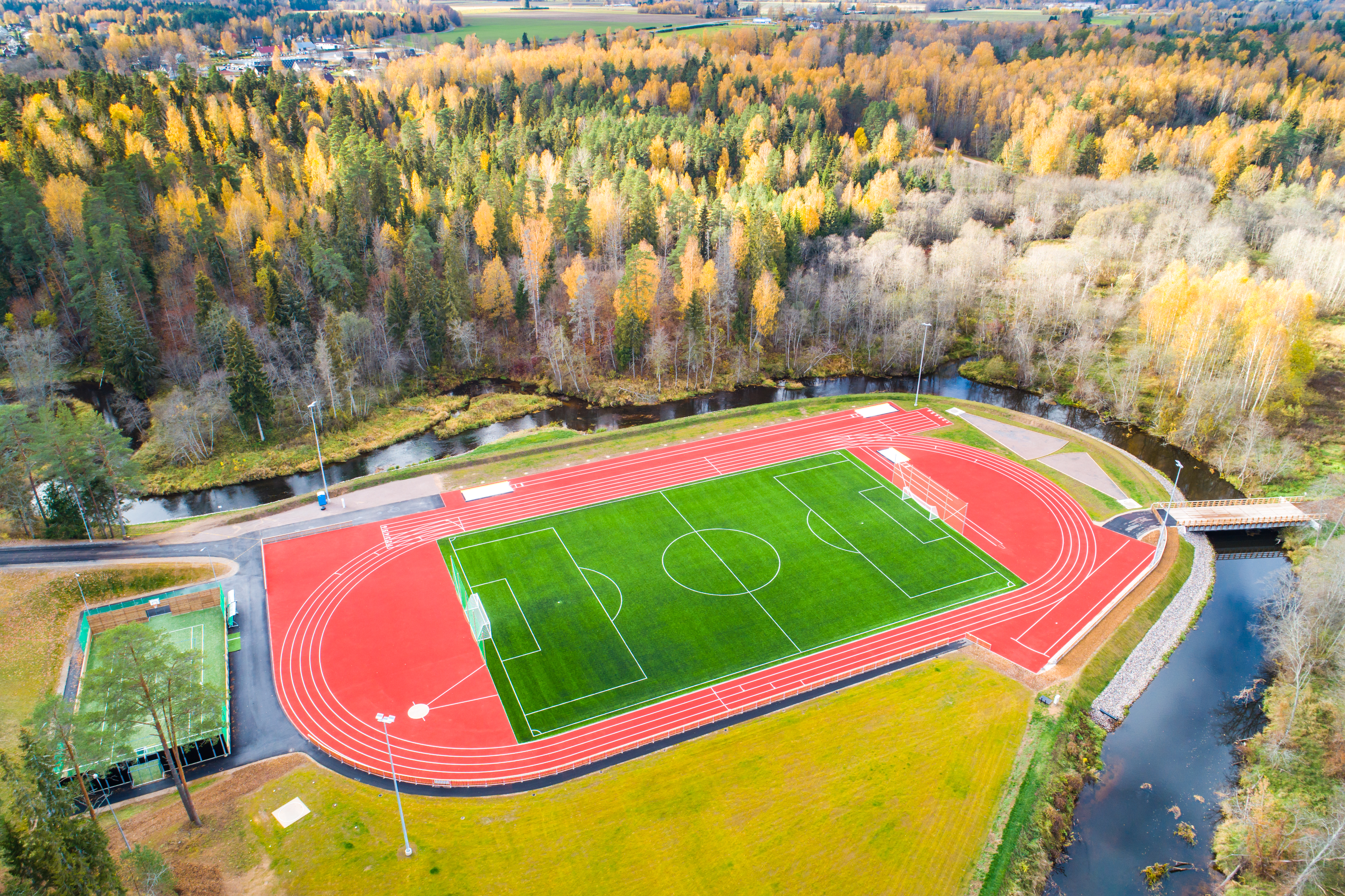
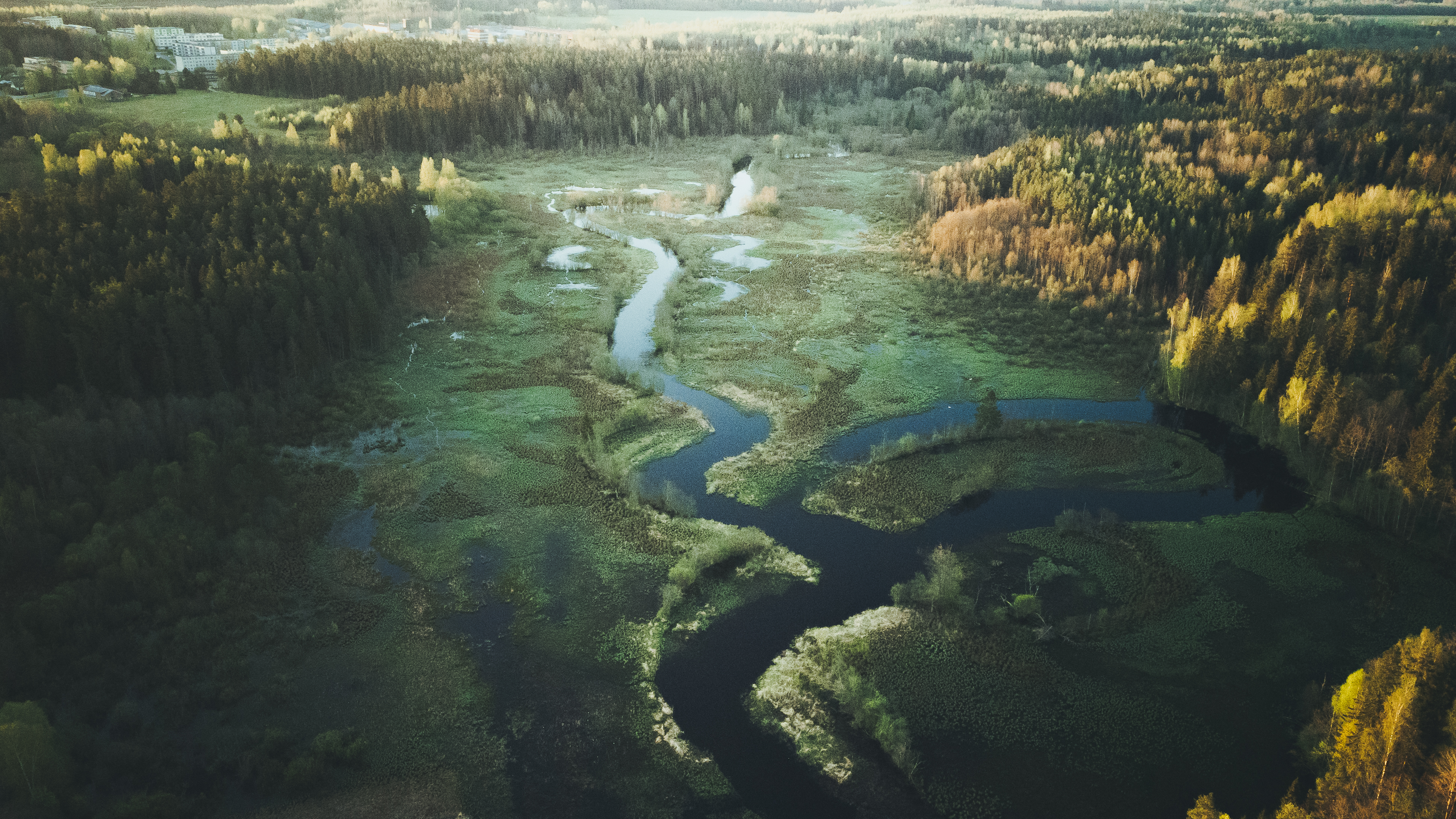

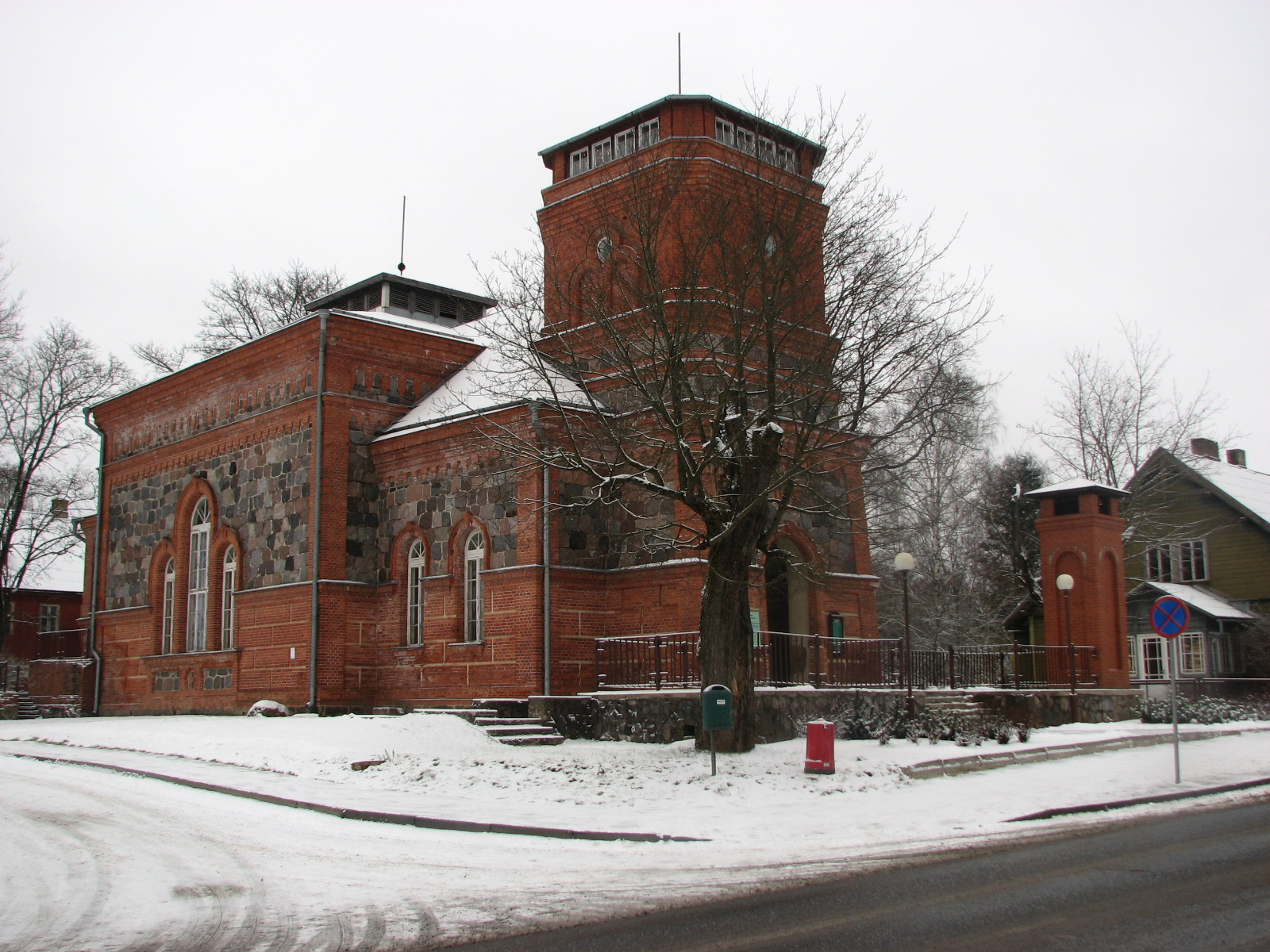
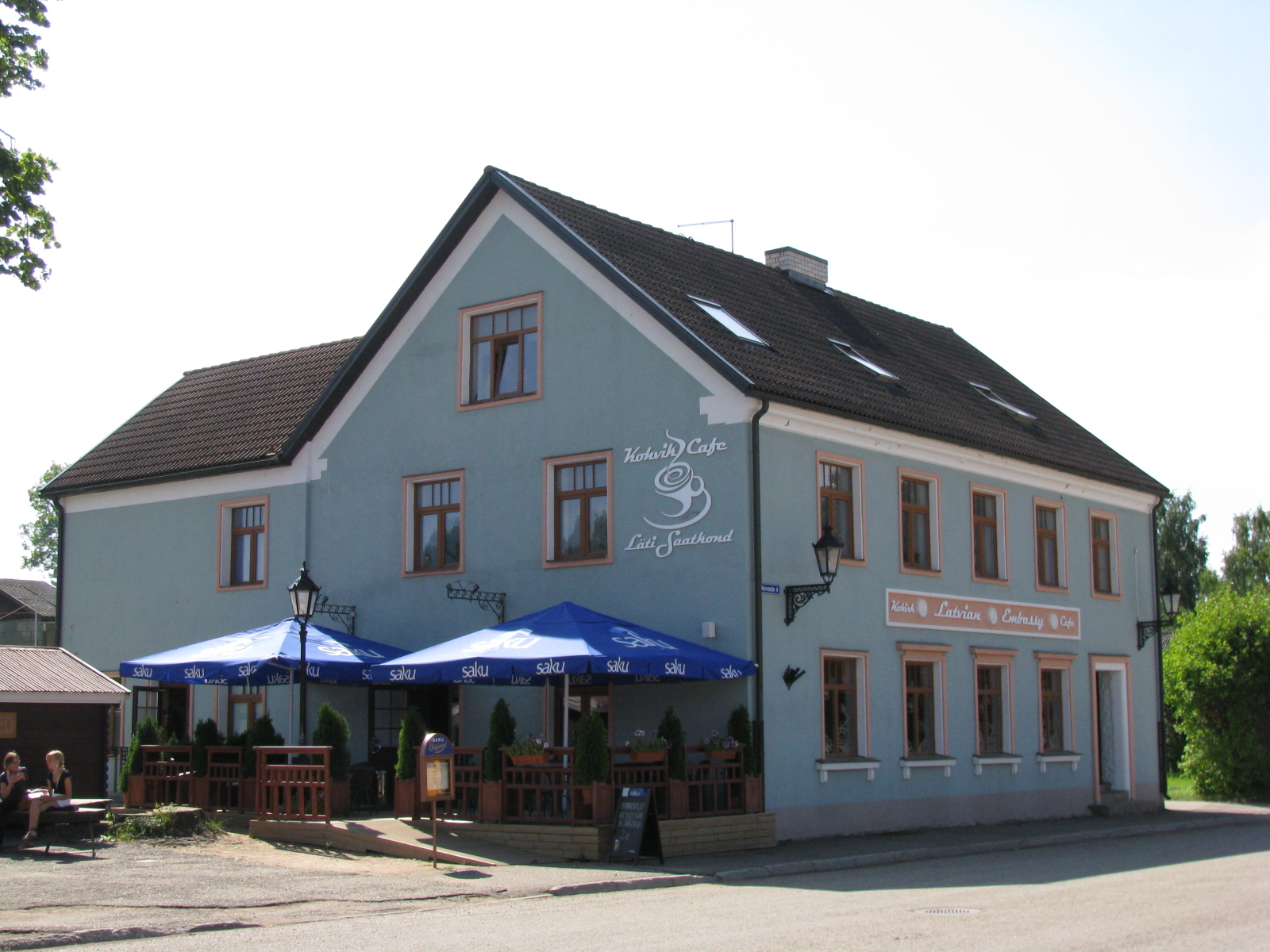
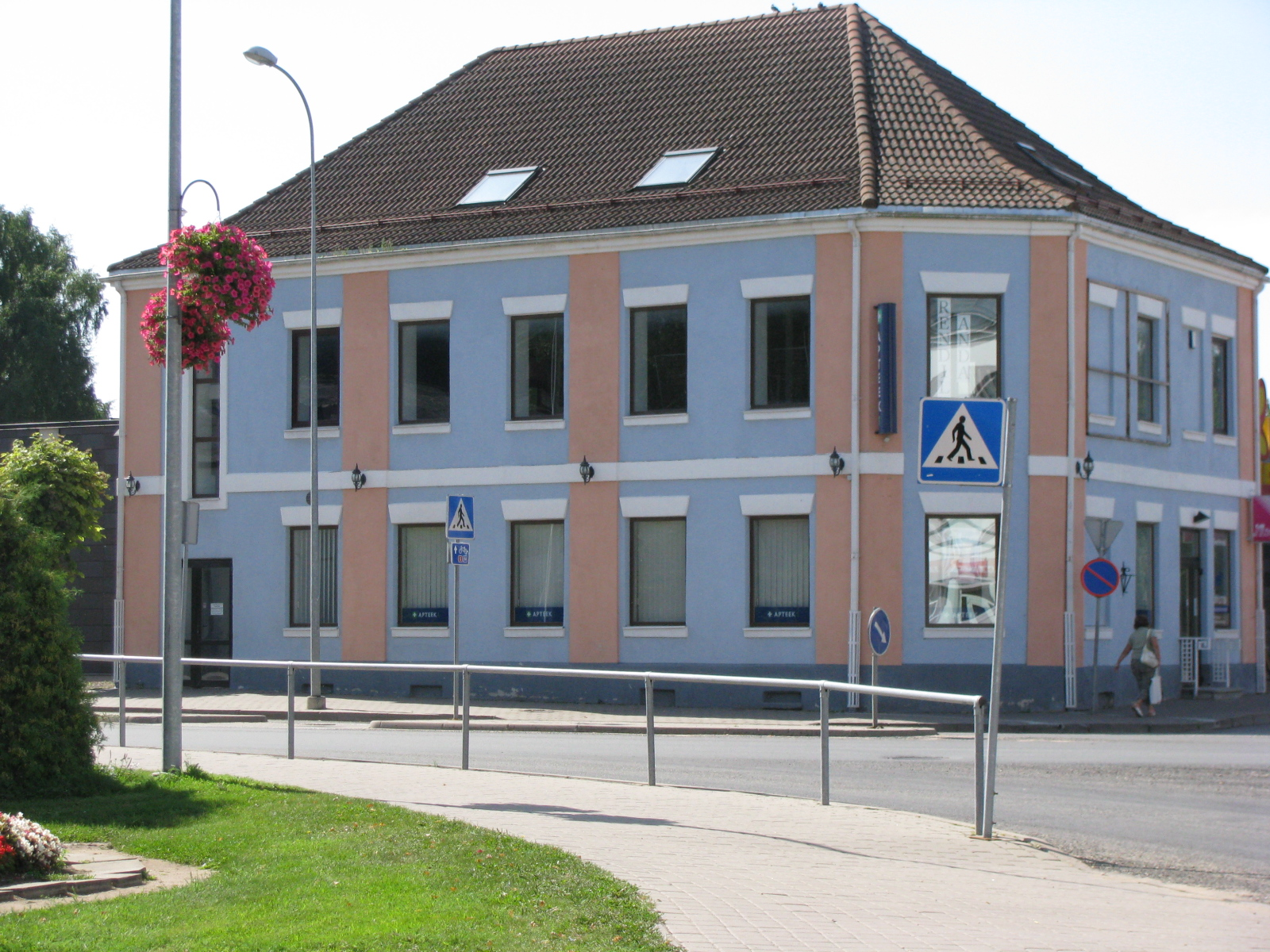
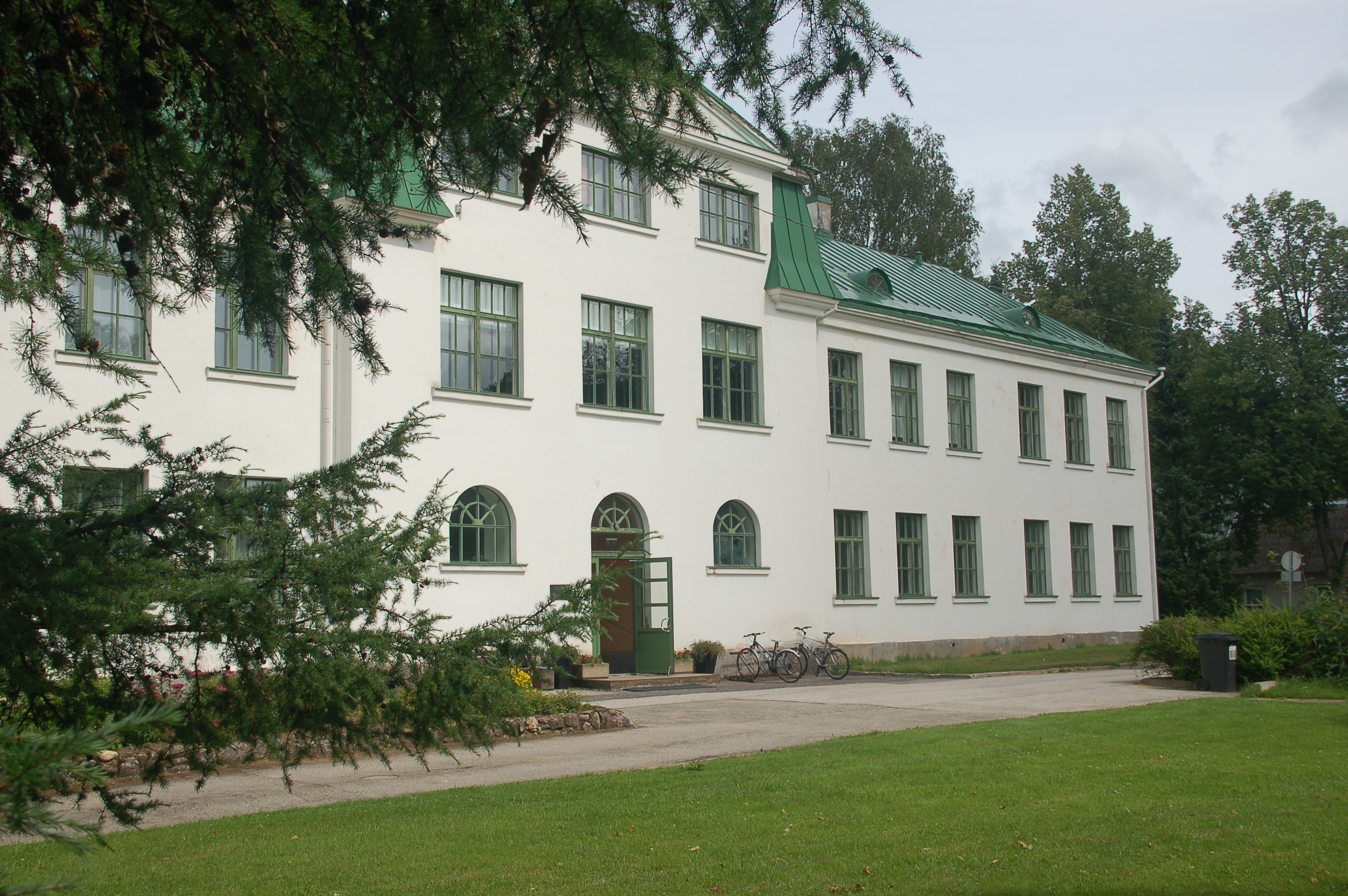
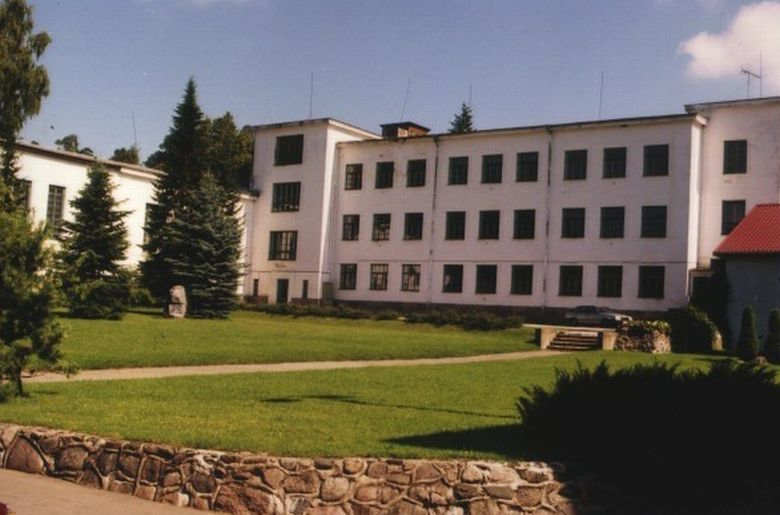
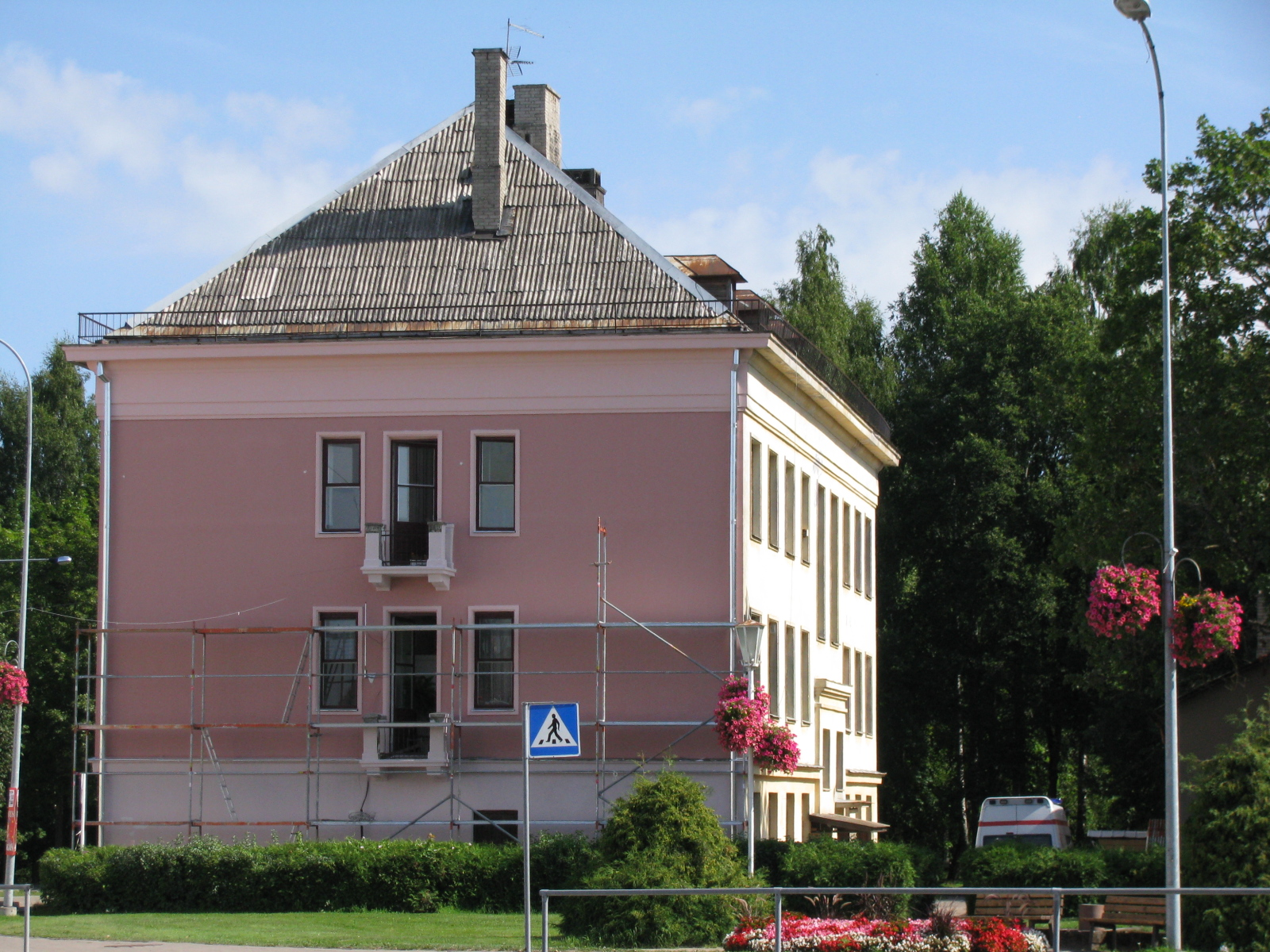

## Клімат
| Кліматограма Тирви | Кліматограма Тирви | Кліматограма Тирви | Кліматограма Тирви | Кліматограма Тирви | Кліматограма Тирви | Кліматограма Тирви | Кліматограма Тирви | Кліматограма Тирви | Кліматограма Тирви | Кліматограма Тирви | Кліматограма Тирви |
| --- | ------------------ | ------------------ | ------------------ | ------------------ | ------------------ | ------------------ | ------------------ | ------------------ | ------------------ | ------------------ | ------------------ |
| С | Л                  | Б                  | К                  | Т                  | Ч                  | Л                  | С                  | В                  | Ж                  | Л                  | Г                  |
| 54 −3 −7 | 43 −3 −7           | 40 2 −5            | 41 9 0             | 50 15 6            | 81 19 10           | 78 22 14           | 90 20 13           | 66 1 9             | 65 8 4             | 54 4 0             | 55 0 −4            |
| Середня макс. і мін. температури повітря (°C) Атмосферні опади (мм), за рік : 717 мм. Джерело: «Climate-Data.org»«MSN Weather» |                    |                    |                    |                    |                    |                    |                    |                    |                    |                    |                    |